# 인산완충생리식염수
인산완충생리식염수(燐酸緩衝生理食鹽水, 영어: phosphate-buffered saline, PBS)는 생물학적 연구에 일반적으로 사용되는 완충 용액이다. 이는 인산 수소이 나트륨 , 염화나트륨 및 일부 제제에서는 염화칼륨 및 인산이수소 칼륨을 함유하는 수용성 염 용액이다. 완충액은 pH를 일정하게 유지하는데 도움이 된다. 용액의 삼투압과 이온농도는 인체의 삼투압 및 이온 농도와 일치한다(등장성).

## 응용
PBS는 대부분의 세포에 등장성 및 무독성이기 때문에 용도가 많다. 이러한 용도에는 물질 희석 및 세포용 용기 세정이 포함된다. EDTA를 함유한 PBS는 또한 부착되고 응집 된 세포를 분리시키는데 사용된다. 그러나 아연과 같은 2가 금속은 침전을 초래할 수 있기 때문에 첨가 할 수 없다. 이러한 형태에는 굳완충액(Good's buffer)이 권장된다.

## 조제
PBS 용액을 제조하는 방법에는 여러 가지가있다. 이 중 하나는 둘베코PBS(DPBS)로, 표준 PBS보다 인산염 농도가 낮다. 일부 제형은 칼륨 및 마그네슘을 함유하지 않지만 다른 제형은 칼슘 및(또는) 마그네슘을 함유한다.
| 염      | 농도 (mmol / L) | 농도 (g / L) |
| ------- | --------------- | ------------ |
| NaCl    | 137             | 8.0          |
| KCl     | 2.7             | 0.2          |
| Na2HPO4 | 10              | 1.44         |
| KH2PO4  | 1.8             | 0.24         |

800 mL의 증류수로 시작하여 모든 염분을 용해시킨다. HCl로 pH를 7.4로 조절한다. 총 1리터가 되도록 증류수를 첨가한다. 최종 1x PBS는 10mM PO43- , 137mM NaCl 및 2.7mM KCl의 염분을 가진다.
| 시약     | MW        | 질량 (g) 10X | [M] 10 배 | 질량 (g) 5X | [M] 5 배 | 질량 (g) 1X | [M] 1X |
| -------- | --------- | ------------ | --------- | ----------- | -------- | ----------- | ------ |
| Na2HPO4  | 141.95897 | 14.1960      | 0.1000    | 7.0980      | 0.0500   | 1.41960     | 0.0100 |
| KH2PO4   | 136.08569 | 2.4496       | 0.0180    | 1.2248      | 0.0090   | 0.24496     | 0.0018 |
| NaCl     | 58.44300  | 80.0669      | 1.3700    | 40.0335     | 0.6850   | 8.00669     | 0.1370 |
| KCl      | 74.55150  | 2.0129       | 0.0270    | 1.0064      | 0.0135   | 0.20129     | 0.0027 |
| pH = 7.4 |           |              |           |             |          |             |        |

PBS의 pH는 ~ 7.4이다. 완충 용액을 만들 때 항상 pH미터를 사용하여 pH를 직접 측정하는 것이 좋다. 필요한 경우 염산 또는 수산화 나트륨을 사용하여 pH를 조정할 수 있다.
PBS는 또한 상업적으로 제조된 PBS 완충제 정제(tablet) 또는 파우치(pouch)를 사용해 제조 할 수 있다.
세포 배양에 사용되는 경우, 용액은 분액(aliquots)으로 분배되고 고압 증기 멸균 또는 여과에 의해 멸균 할 수 있다. 사용하는 경우에 따라 멸균이 필요하지 않을 수도 있다. PBS는 실온 또는 냉장으로 저장할 수 있다. 그러나, 농축액은 저온에 보관할 시 침전할 수 있으므로, 실온에 보관하여 사용전에 완전히 녹여야 한다.

## 같이 보기
- 고염수

## 참고
- 붕산염 완충 식염수
- 트리스 완충 식염수